# Stanford (Montana)
Stanford – miasto w Stanach Zjednoczonych, w stanie Montana, siedziba administracyjna hrabstwa Judith Basin.